# Álvaro Martín Calderón
Álvaro Martín Calderón, F.S.S.P.X. (Mendoza, 1956) es un sacerdote, filósofo, teólogo y escritor argentino, con estudios en el campo de la ingeniería nuclear. Pertenece a la Fraternidad Sacerdotal San Pío X (FSSPX).

## Biografía
Nació en Mendoza (Argentina) en 1956, en el seno de una familia de intelectuales. Su padre, Rubén Calderón Bouchet, fue filósofo y catedrático de la Universidad Nacional de Cuyo (Argentina). Su tío, Alberto Pedro Calderón, fue un reconocido matemático y profesor en diversas instituciones académicas de los Estados Unidos, entre las que se encuentran el Instituto de Tecnología de Massachusetts (MIT) y la Universidad de Chicago.
Álvaro Calderón inició sus estudios de ingeniería nuclear en el Instituto Balseiro -un organismo universitario argentino de alto nivel especializado en física, matemáticas e ingenierías- de Bariloche (Argentina) en 1981. Sin embargo, sólo los realizó un curso académico (1981-1982), pues en 1982 entró en el Seminario de la Reja de la Fraternidad Sacerdotal San Pío X. Allí cursó sus estudios de Letras clásicas, Humanidades, Filosofía y Teología.
Fue ordenado sacerdote en 1986. Una vez ordenado fue enviado como vicario al priorato de la fraternidad en Zapotiltic (México), donde permaneció un año. Después fue enviado, también como vicario, al priorato de Ciudad de México, donde permaneció un año. Entonces fue nombrado profesor en el Seminario de la Reja, cargo que ejerce hasta la actualidad, impartiendo clases de Filosofía (Lógica, Filosofía de la Naturaleza y Metafísica) y de Teología (Teología de la Naturaleza y Teología Dogmática I). Ha sido compañero de claustro -entre otros- durante unos años del P. Dominique Bourmaud.
Ha participado en diversos congresos y reuniones académicas de inspiración tradicionalista, tomando parte como conferenciante en algunas de ellas. A lo largo de su vida docente, que supera los 30 años, ha tratado de seguir -como afirma él mismo- siempre y en todo la doctrina de Santo Tomás de Aquino, siendo "hoy el único de los continuadores de los grandes tratadistas dominicos clásicos tomistas".
Es, junto con el P. Jean-Michel Gleize, la principal referencia intelectual actual de la Fraternidad Sacerdotal San Pío X.

## Posiciones

### La autoridad doctrinal del Magisterio desde el Concilio Vaticano II
El P. Álvaro Calderón sostiene que el magisterio del Concilio Vaticano II y el de los Papas posteriores carece de autoridad y, en consecuencia, su aceptación no obliga en conciencia. Una de las razones que aduce es que el Concilio y los Pontífices posteriores han renunciado a ejercer su autoridad magisterial, por lo que, de hecho, no hay pronunciamientos definitivos del magisterio posterior al Concilio Vaticano II. Es decir, al no haber intención de obligar, sino de dialogar, no hay propiamente una acción magisterial que obligue a los fieles en conciencia. El "magisterio conciliar" habría renunciado a la doctrina tradicional de la Iglesia para abrazar el liberalismo, el personalismo y el llamado humanismo cristiano; ya no pretende reinstaurar todas las cosas en Cristo, sino revelar al hombre a sí mismo.

## Polémicas
En 2017 publicó un libro titulado El Reino de Dios. La Iglesia y el orden político, en la que trata de determinar el pensamiento de Santo Tomás de Aquino respecto de las relaciones entre el poder temporal y el poder espiritual (la Iglesia). En esta obra defiende la tesis de que el Papa es "la autoridad suprema en el orden actual" y que todo poder político debe someterse a él en todos los órdenes. De este modo, toda comunidad política queda subsumida en la Iglesia.
Este libro generó una agria polémica. Juan Fernando Segovia, doctor en Derecho y en Historia y profesor de la Universidad de Mendoza, salió al paso con un artículo titulado "El Reino de Dios y la hierocracia. A propósito de un libro reciente" y publicado en la revista Verbo en 2019. En el artículo afirma que la tesis de Calderón dista mucho de ser la tesis de Santo Tomás de Aquino. Acusa al sacerdote argentino de renovar "la doctrina platónica del rey filósofo", de no haber entendido algún pasaje fundamental de Julio Meinvielle y de proponer una hierocracia (el gobierno del clero) incompatible con el pensamiento tomista y con la doctrina de la Iglesia. Segovia concluye su artículo diciendo:

El Estado no es una sociedad dentro de la Iglesia, son dos sociedades con fines distintos, coordinados y subordinado el temporal al espiritual (...). Esta es la doctrina de Santo Tomás de Aquino y que la Iglesia ha conservado como enseñanza tradicional hasta hace no mucho.

## Obras

### Libros:

#### Libros de Filosofía:[16]
- Umbrales de la Filosofía. Cuatro introducciones tomistas (2011).
- La naturaleza y sus causas, 2 vols. (2016).

#### Libros de Teología:
- La lámpara bajo el celemín. Cuestión disputada sobre la autoridad doctrinal del magisterio eclesiástico desde el Concilio Vaticano II (2009).
- Prometeo. La religión del hombre: Ensayo de una hermenéutica del Concilio Vaticano II (2010).[17]
- El Reino de Dios. La Iglesia y el orden político (2017).
- El orden sobrenatural. Una inmersión en el tomismo profundo (2020).
- El hombre, imagen de Dios (2021).
- La Santa Misa y la vida cristiana (2024).

#### Libros de temática variada:
- La droga de las pantallas (2023).